# Салливан, Шарлотта
Шарлотта Салливан (англ. Charlotte Sullivan; род. 21 октября 1983) — канадская актриса, наиболее известная по роли в сериале ABC/Global «Копы-новобранцы».

## Биография
Салливан начала свою карьеру в подростковом возрасте на канадском телевидении и сыграла главные роли в нескольких сериалах для детей. Салливан наиболее известна по своей роли Гэйл Пек в телесериале «Копы-новобранцы», в котором она снималась с 2010 по 2015 год. Также она известна по роли Мэрилин Монро в мини-сериале 2011 года «Клан Кеннеди», а также ролям второго плана в фильмах «Как быть» и «Бейсбольная лихорадка» и недолго просуществовавшему сериалу «Через реку в Детройт». В 2012 году она была номинирована на главную канадскую премию «Джини» за роль в фильме «Эдвин Бойд»
Салливан замужем за актёром Питером Стеббингсом. У супругов есть дочь (род.2015).

## Частичная фильмография
- 1995 — Мурашки (2 сезон. 7 серия) / Courtney
- 1996 — Шпионка Хэрриэт / Harriet the Spy
- 1996 — Легенда о Человеке-Аллигаторе / Legend of Gator Face
- 1998 — Зодчий теней / Shadow Builder
- 2001 — Счастливая девочка / Lucky Girl
- 2003 — Как быть / How to Deal
- 2005 — Бейсбольная лихорадка / Fever Pitch
- 2006 — Население 436 / Population 436
- 2007 — Через реку в Детройт / Across the River to Motor City
- 2008 — Тайны Смолвиля / Smallville
- 2009 — Крик совы / The Cry of the Owl
- 2009 — Читающий мысли / The Listener
- 2009 — ЗащитнеГ / Defendor
- 2009 — Алиса в Стране чудес / Alice
- 2010—2015 — Копы-новобранцы / Rookie Blue
- 2011 — Клан Кеннеди
- 2011 — Гражданин гангстер / Citizen Gangster
- 2013 — Колония / The Colony
- 2017 — Радиус / Radius
- 2017—2018 — Мэри убивает людей / Mary Kills People